# Vultureni, Bacău
Vultureni (în trecut, Gura Țigănești) este un sat în comuna cu același nume din județul Bacău, Moldova, România. La recensământul din 2002 avea o populație de 153 locuitori.